# Ilmenauer Teichgebiet

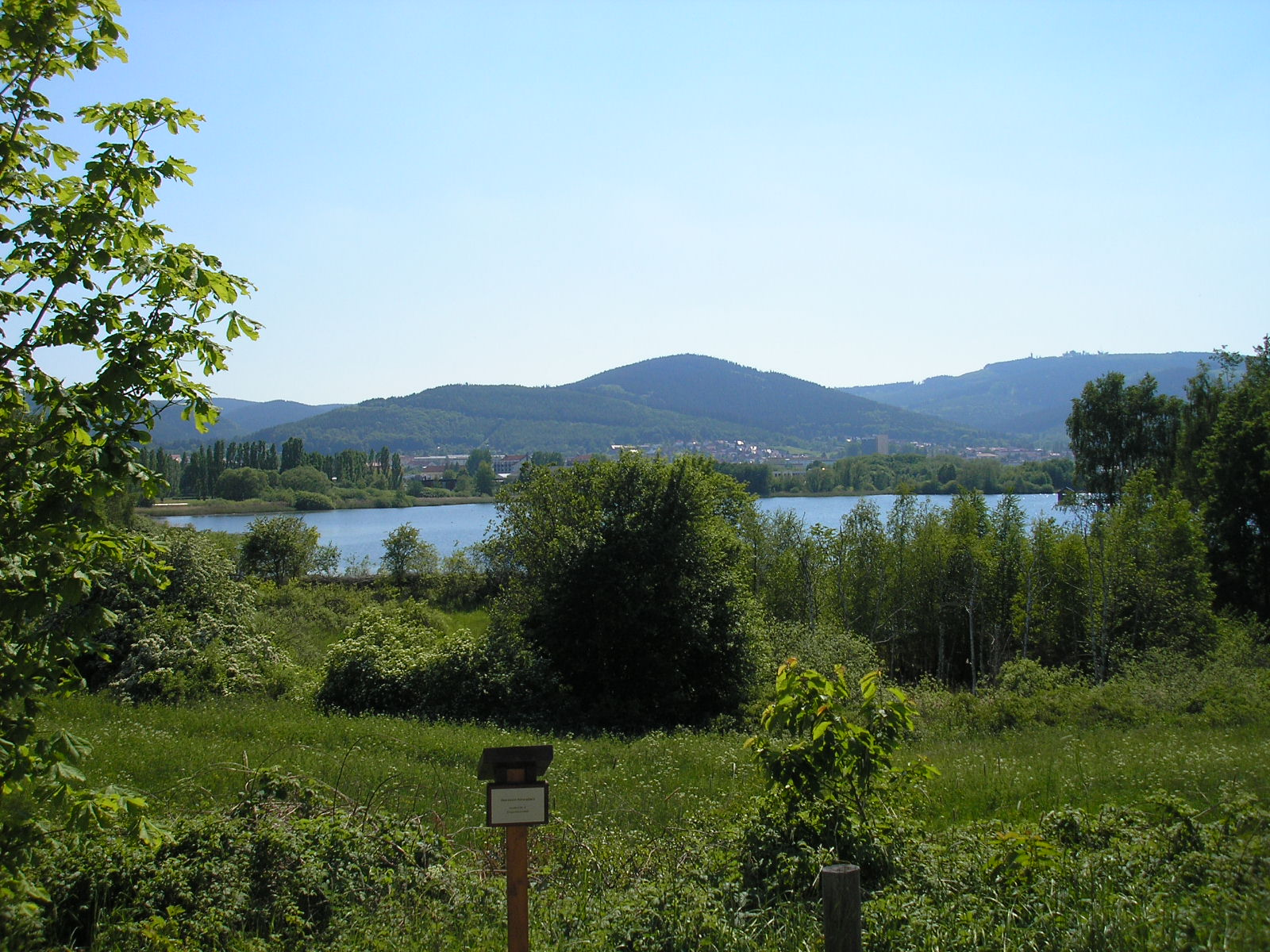
Der Große Teich

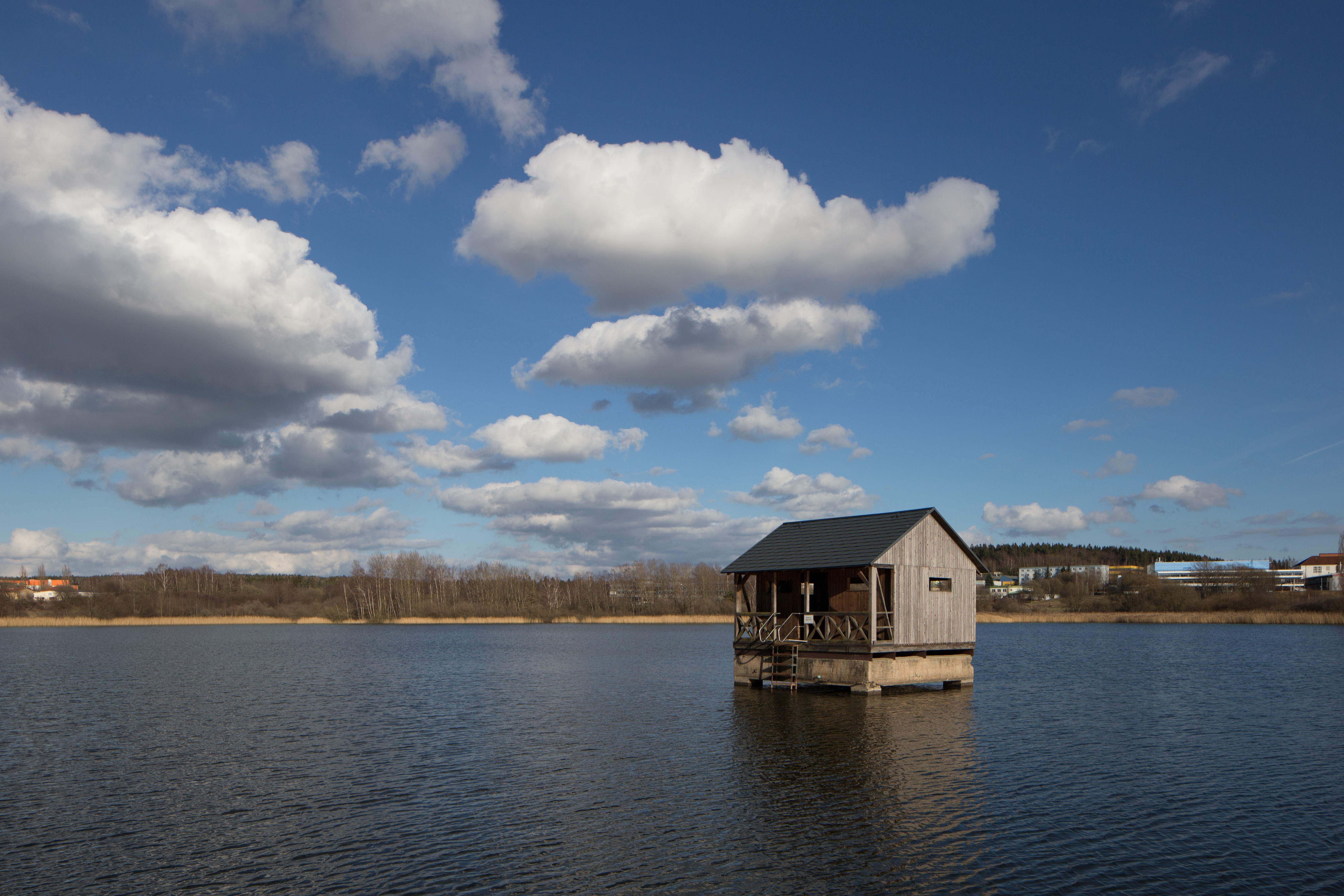
Beobachtungshütte auf dem Großen Teich, errichtet auf dem Fundament des ehemaligen Sprungturms

Das Ilmenauer Teichgebiet ist ein aus sechs Teichen bestehendes, vom Rottenbach gespeistes Feuchtgebiet im Osten der thüringischen Stadt Ilmenau. Mit einer Fläche von etwa 100 Hektar ist es eines der größten natürlichen Feuchtgebiete Thüringens. Es liegt zwischen dem Bahnhof Ilmenau im Westen und der Universität im Osten.
Zum Ilmenauer Teichgebiet gehören der Große Teich in der Mitte, der südwestlich gelegene Neuhäuser Teich, der westlich gelegene Dixbixer Teich (alt Tixbixer Teich), der nordwestlich gelegene Brandenburger Teich, der nördlich gelegene Steinteich und das nordöstlich gelegene Prinzessinenloch. Seinen Namen verdankt der Große Teich der Tatsache, dass er der größte der Ilmenauer Teiche ist. Der Neuhäuser Teich wurde nach einer kleinen, nahe gelegenen heute zu Ilmenau gehörenden Siedlung, dem Neuhaus, benannt. Der Dixbixer Teich erhielt seinen Namen wahrscheinlich von einem früheren Pächter namens Benedikt bzw. dessen Kurzform Dix. Die Teiche konnten an dieser Stelle entstehen, da der Untergrund aus Gipsstein besteht, der das Ablaufen des Wassers verhindert.
Erstmals erwähnt wurden die Ilmenauer Teiche in einer Urkunde vom 5. September 1351, als die Henneberger den Schwarzburgern die Stadt liehen. Ursprünglich gehörten noch zwei weitere Teiche zum Ilmenauer Teichgebiet, nämlich der Tonteich im Bereich des heutigen Schülerfreizeitzentrum nördlich des Großen Teiches und der Kalkgräberteich oder Lehmteich nördlich des Brandenburger Teiches. Beide wurden etwa im 18. Jahrhundert trockengelegt.
Die Teiche werden seit Jahrhunderten zur Fischzucht genutzt, da in der klimatisch und topografisch ungünstig gelegenen Stadt früher oftmals Nahrungsknappheit herrschte. Heute wird das alljährliche Abfischen im Oktober/November mit einem Volksfest begangen. Die meist gezüchtete Fischart ist der Karpfen.
Am 31. Mai 1891 eröffnete eine erste öffentliche Badeanstalt am Brandenburger Teich. Somit begann eine weitere Nutzung der Teiche, jetzt als Erholungsgebiet. Diese erste Badeanstalt bestand zunächst jedoch nur bis 1904, da im Jahr 1900 am benachbarten Großen Teich das Herrenbad und im Jahr 1904 das Damenbad in Betrieb gingen. Der Badebetrieb am Großen Teich wurde bis in die 1960er-Jahre aufrechterhalten. Dann stellte sich jedoch heraus, dass die Teiche durch Abwässer der Universität stark verunreinigt waren, woraufhin das Bad geschlossen wurde. Gleichzeitig wurde im Hammergrund, westlich von Ilmenau ein neues Freibad mit zwei Betonbecken errichtet.
1977 wurde der östliche Teil des Teichgebietes zum Flächennaturdenkmal erklärt. Es umfasst den Steinteich, das Prinzessinnenloch und den östlichen Teil des Großen Teiches. 2002 wurde die Fläche auf 59,6 Hektar vergrößert und fast das gesamte Teichgebiet als Naturschutzgebiet (NSG) ausgewiesen.
Bedeutung hat dieses Naturschutzgebiet vor allem als Brutgebiet vieler Wasservögel, aber auch für Amphibien und Reptilien sowie die Wiesen im NSG für Tagfalter. Außerdem dienen die Teiche den Zugvögeln als Rastplatz.
Heute wird das Teichgebiet hauptsächlich zur Erholung genutzt. So gibt es einen Tierpark und ein Schullandheim unter freier Trägerschaft im Schülerfreizeitzentrum am Großen Teich sowie einen parkähnlichen Uferabschnitt am Großen Teich, der u. a. als Platz für abendliche Grillfeste genutzt werden kann. Auf dem Fundament des ehemaligen Sprungturmes wurde eine Schutzhütte im Teich errichtet, die ornithologischen Zwecken dient. Außerdem gibt es am Großen Teich einen Bootsverleih.